# Cryptocephalus
Cryptocephalus je rod lisnih buba iz potporodice Cryptocephalinae koje pripadaju grupi lišćara zvanih Camptosomata.

## Galerija
- Cryptocephalus nitidus
- Cryptocephalus pini
- Cryptocephalus sericeus

## Spoljašnje veze
- Mediji vezani za članak Cryptocephalus na Vikimedijinoj ostavi
- European Chrysomelidae: Cryptocephalus by Lech Borowiec. Retrieved 2007-JAN-08.
- North American Cryptocephalus species